# Vera Serganova
Vera Vladimirovna Serganova em russo:  Вера Владимировна Серганова; 1960) é uma matemática russa-estadunidense, que trabalha com álgebra e geometria algébrica.
Serganova obteve um doutorado em 1988 na Universidade Estatal de Leningrado, orientada por Dmitri Alexander Leites e Arkadi Onishchik, com a tese Automorphisms and Real Form of Complex Finite-Dimensional Lie Superalgebras. Esteve no Instituto Keldysh de Matemática Aplicada em Moscou, e em 1990 foi para os Estados Unidos, onde é desde 1992 professora da Universidade da Califórnia em Berkeley.
Foi palestrante convidada do Congresso Internacional de Matemáticos em Berlim (1998: Characters of simple Lie superalgebras) e palestrante plenária do Congresso Internacional de Matemáticos em Seul (2014: Finite dimensional representations of algebraic supergroups). Em 2017 foi eleita membro da Academia de Artes e Ciências dos Estados Unidos.